# Antanas Karosas
Antanas Karosas, Antoni Karaś (ur. 27 lutego 1856 w Oniszkis, zm. 7 lipca 1947 w Mariampolu) – duchowny rzymskokatolicki, biskup pomocniczy łucki i żytomierski w latach 1907–1910, biskup diecezjalny sejneński w latach 1910–1925, biskup diecezjalny wyłkowyski w latach 1926–1947.

## Życiorys
Urodził się 27 lutego 1856 w Oniszkis. Święcenia prezbiteratu przyjął 26 czerwca 1883 w Kownie. Inkardynowany został do diecezji żmudzkiej. Dalsze studia odbył w Akademii Duchownej w Petersburgu. Był wykładowcą i sprawował urząd rektora seminarium duchownego diecezji żmudzkiej. Objął kanonię w żmudzkiej kapitule katedralnej.
8 listopada 1906 został mianowany biskupem pomocniczym diecezji łuckiej i żytomierskiej ze stolicą tytularną Dorylaëum. Święcenia biskupie otrzymał 16 czerwca 1907 w Petersburgu. Konsekrował go biskup diecezjalny żmudzki Mieczysław Leonard Pallulon w asyście Karola Antoniego Niedziałkowskiego, biskupa diecezjalnego łuckiego i żytomierskiego, i Gaspara Felicjana Cyrtowta, biskupa pomocniczego żmudzkiego.
7 kwietnia 1910 został przeniesiony na urząd biskupa diecezjalnego diecezji sejneńskiej. Ingres odbył 29 lipca 1910. W latach 1915–1916 przebywał na zesłaniu w głąb Rosji. Po 1918 przyjął obywatelstwo litewskie i zaczął używać zlituanizowanego urzędowo nazwiska. Zarządzana przez niego diecezja została przedzielona granicą polsko-litewską, swoją siedzibę przeniósł na Litwę, najpierw do Mariampola, następnie do Wyłkowyszek.
Po zniesieniu diecezji sejneńskiej 5 kwietnia 1926 został mianowany biskupem diecezjalnym nowo erygowanej diecezji wyłkowyskiej.
Konsekrował biskupa łuckiego i żytomierskiego Ignacego Dubowskiego (1917), biskupa pomocniczego żmudzkiego Juozapasa Skvireckasa (1919), biskupa diecezjalnego telszańskiego Justinasa Staugaitisa (1926) i biskupa pomocniczego wyłkowyskiego Vincentasa Padolskisa (1940). Był współkonsekratorem podczas sakry biskupa diecezjalnego żmudzkiego Franciszka Karewicza (1914) i biskupa diecezjalnego poniewieskiego Kazimierasa Paltarokasa (1926).
Zmarł 7 lipca 1947 w Mariampolu.